# Dichelia
Dichelia là một chi bướm đêm thuộc tông Archipini, họ Tortricidae.

## Các loài
- Dichelia alexiana (Kennel, 1919)
- Dichelia histrionana (Frolich, 1828)
- Dichelia miserabilis Strand, 1918
- Dichelia numidicola Chambon, in ChambonFabre & Khemeci, 1990